# Pomnik Żołnierzy Radzieckich w Katowicach
Pomnik Żołnierzy Radzieckich w Katowicach – pomnik w Katowicach, odsłonięty w 1947 bądź 1949 roku, pierwotnie składający się z rzeźby przedstawiającej żołnierzy Armii Czerwonej na cokole znajdującym się na placu Wolności w dzielnicy Śródmieście. W 2014 roku rzeźba została zdemontowana z pomnika i przeniesiona na cmentarz żołnierzy Armii Czerwonej w parku T. Kościuszki. Autorem pomnika był Stanisław Marcinów.

## Historia

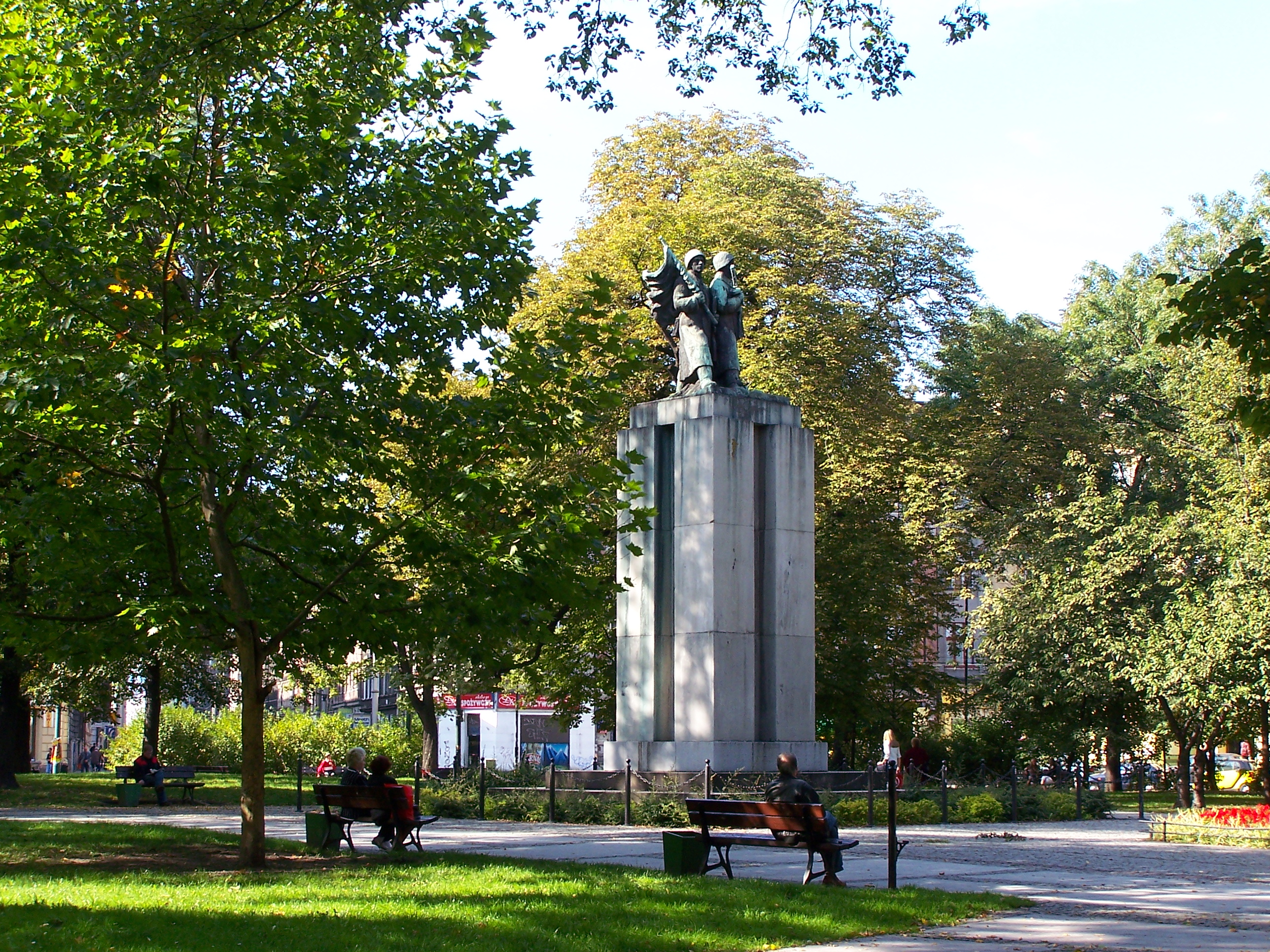
Pomnik Wdzięczności Żołnierzom Armii Radzieckiej w 2007 roku

Pomysł powstania obelisku ku czci żołnierzy radzieckich w Katowicach pojawił się w 1945 roku, już dwa dni po zajęciu miasta przez wojska Armii Czerwonej. Miał upamiętnić 300. czerwonoarmistów z 59. Armii i 4. Samodzielnego Korpusu Pancernego gwardii 1 Frontu Ukraińskiego, którzy polegli podczas zajmowania Katowic. 19 lutego 1945 roku został zawiązany Komitet Organizacyjny Budowy Pomnika ku Czci Armii Czerwonej, w skład którego weszli: pełnomocnik Tymczasowego Rządu Jedności Narodowej na województwo śląskie gen. Aleksander Zawadzki, wojewoda śląski płk Jerzy Ziętek, przedstawiciel Armii Czerwonej ppłk Niezurin oraz ordynariusz archidiecezji katowickiej bp Stanisław Adamski. Prace nad jego wykonaniem zlecono Pawłowi Stellerowi, a został on odsłonięty 23 lutego 1945 roku. Obelisk ten był zwieńczony czerwoną gwiazdą, a na cokole był wykuty sierp i młot. Cała budowla miała 8 metrów wysokości. Komunistyczna propaganda wskazywała mieszkańców i miasto Katowice jako fundatorów pomnika.
Wkrótce zdecydowano o budowie nowego monumentu autorstwa Stanisława Marcinowa. Do rzeźby jako modele służyli  studenci katowickiego Oddziału Państwowej Wyższej Szkoły Sztuk Plastycznych we Wrocławiu, a jednym z nich był Ernest Marek – późniejszy grafik Panoramy. Pomnik odsłonięto 27 stycznia 1947 roku bądź pod koniec 1949 roku.
Od lat 90. XX wieku toczyła się dyskusja nad dalszym losem pomnika, a w tym też czasie usunięto z niego napis.

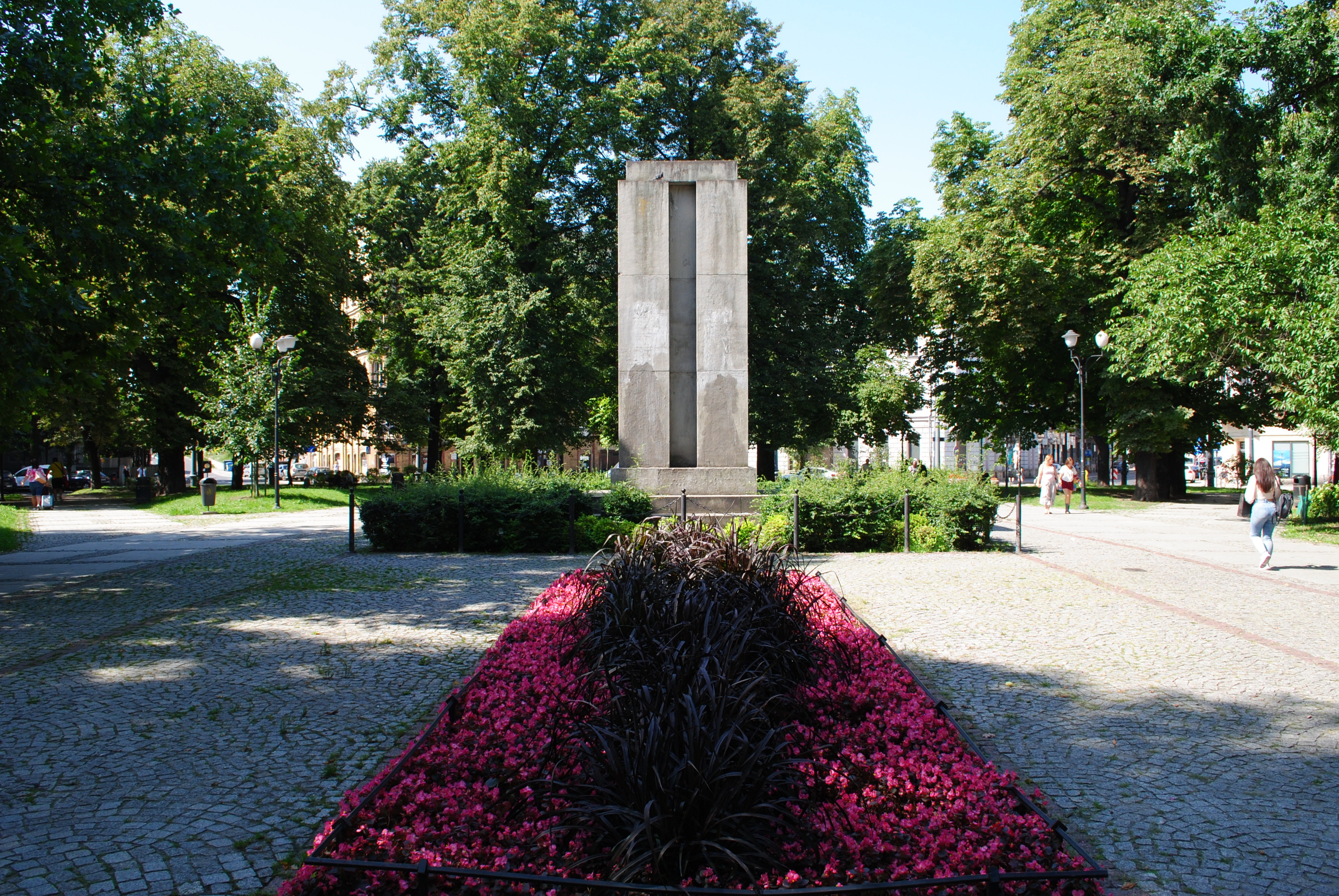
Cokół pomnika w 2022 roku

Koncepcja przeniesienia pomnika konsultowana była ze stroną rosyjską za pośrednictwem Rady Ochrony Pamięci Walk i Męczeństwa. W grudniu 2000 roku na demontaż pomnika wyraziła zgodę Ambasada Federacji Rosyjskiej, a o porozumieniu poinformował w 2001 roku Andrzej Przewoźnik – sekretarz generalny Rady Ochrony Pamięci Walk i Męczeństwa. Rada Miejska Katowic 21 grudnia 2000 roku podjęła uchwałę o przeniesieniu pomnika na Cmentarz Żołnierzy Armii Czerwonej w parku T. Kościuszki. 
Wykonania powyższej uchwały domagały się przede wszystkim środowiska prawicowe, organizując co jakiś czas protesty przeciwko obecności pomnika w przestrzeni publicznej, a o przeniesieniu pomnika dopiero po 14 latach od uchwały argumentowano dwoma powodami: zagospodarowaniem w budżecie miasta funduszy na te prace oraz trwającym w tym czasie remontem placu Wolności, w momencie którego plac był wyłączony z ruchu. Rzeźbę z pomnika zdemontowano 14 maja 2014 roku, a po renowacji w Gliwickich Zakładach Urządzeń Technicznych ustawiono ją w uzgodnionym miejscu. Całkowity kosz związany z renowacją rzeźby i jej przeniesieniem na cmentarz w parku T. Kościuszki wyniósł około 70 tys. złotych.
Po przeniesieniu rzeźby z placu Wolności powstały pomysły przywrócenia istniejącego w latach międzywojennych pomnika Nieznanego Powstańca Śląskiego, a także budowy nowych, w tym m.in. ofiar Tragedii Górnośląskiej czy prezydenta USA Ronalda Reagana.
W nocy z 26 na 27 lutego 2022 roku stojąca w parku T. Kościuszki rzeźba pomnika żołnierzy radzieckich oraz mogiły zostały zdewastowane przez nieznanych sprawców – z naniesionych na nich haseł wynikało to, że była to reakcja na inwazję Rosji na Ukrainę 24 lutego 2022 roku.

## Charakterystyka
Pomnik Żołnierzy Radzieckich (oficjalnie pomnik Wdzięczności Żołnierzom Armii Radzieckiej bądź pomnik Wdzięczności Armii Radzieckiej) autorstwa Stanisława Marcinowa pierwotnie składał się z rzeźby przedstawiającej dwóch żołnierzy Armii Czerwonej umieszczonych na cokole, pod którym widniał napis: Wyzwolicielom Armii Czerwonej – Polacy. 27 stycznia 1945 roku. Rzeźba pomnika wykonana jest z brązu, a cokół z piaskowca. Pierwotna wysokość pomnika wynosiła około 10 m.
Od 2014 roku rzeźba pomnika znajduje się na cmentarzu żołnierzy radzieckich w parku T. Kościuszki w katowickiej dzielnicy Brynów część wschodnia-Osiedle Zgrzebnioka, natomiast cokół pomnika pozostał na placu Wolności w Śródmieściu Katowic.